# Llama Olímpica (escultura)
L'escultura urbana coneguda pel nom Llama Olímpica, ubicada front el Palau d'Esports, al barri de Ventanielles, a la ciutat d'Oviedo, Principat d'Astúries, Espanya, és una de les més d'un centenar que adornen els carrers de l'esmentada ciutat espanyola.
El paisatge urbà d'aquesta ciutat, es veu adornat per obres escultòriques, generalment monuments commemoratius dedicats a personatges d'especial rellevància en un primer moment, i més purament artístiques des de finals del segle xx.
L'escultura, feta de bronze, és obra de César Montaña, i està datada entre 1975 i 1977, ja que no consta la data de la seva realització o instal·lació, diferint segons els autors. L'Ajuntament considera que la inauguració es dugué a terme el 22 de setembre de 1975.
Es tracta de la primera obra que pot qualificar-se d'abstracta que s'instal·là a la ciutat d'Oviedo. La idea emprada per l'autor per crear "Llama olímpica" és una idea anterior que va utilitzar i va plasmar en una escultura titulada "garabato de fuego", que presentava un petit format i de la qual es van realitzar set exemplars, els quals segons les dades acabar tots en mans privades. Podria descriure’s como una peça ondulant de bronze que des d'un pedestal de formigó passa a dividir-se en successives mans que semblen flames de foc mogudes pel vent.